# Bartholomäus Zeitblom

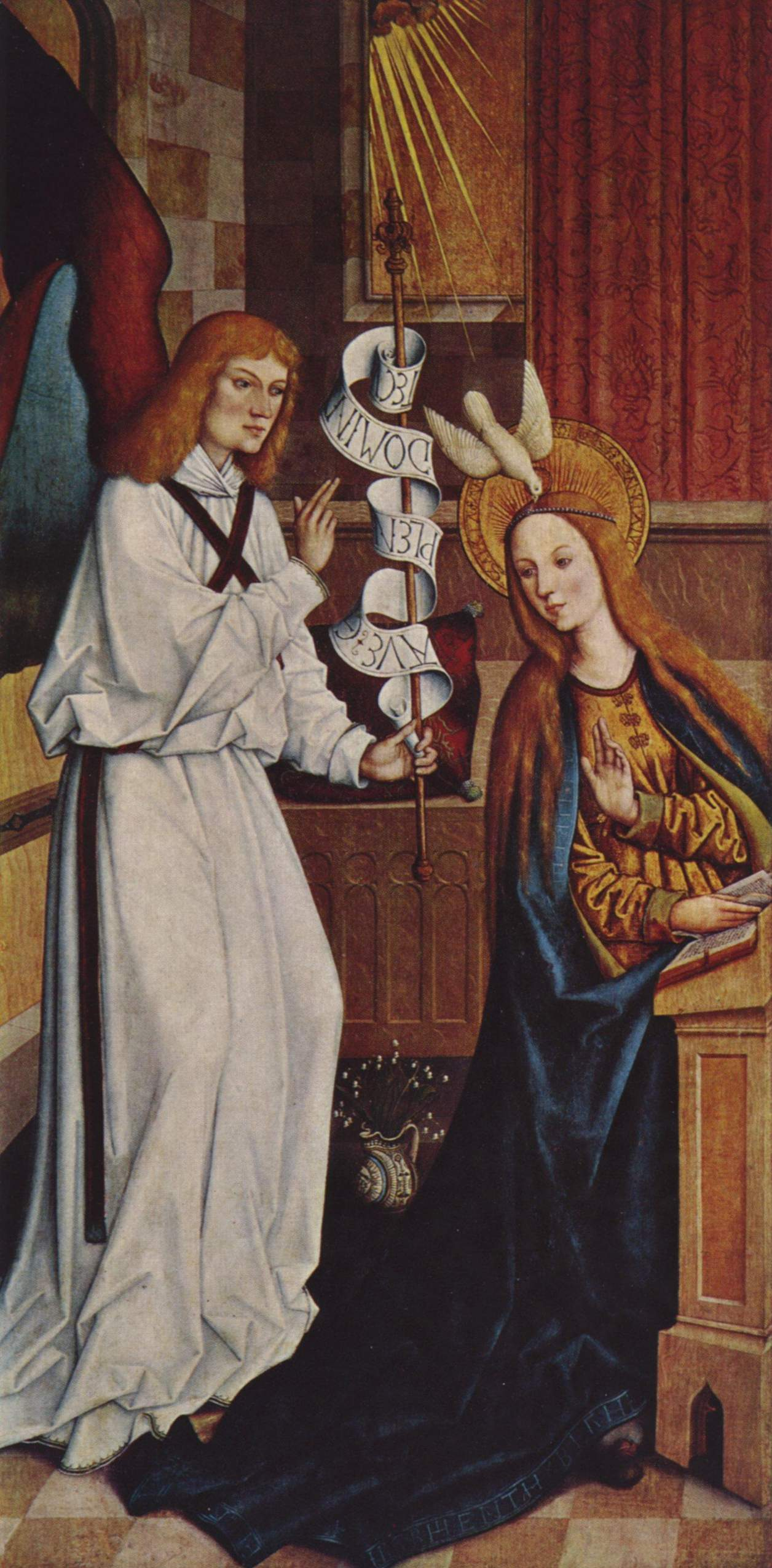
La Anunciación, 1496, óleo sobre tabla, 214 x 107cm, Stuttgart, Staatsgalerie Stuttgart.

Bartholomeus o Bartholomäus Zeitblom (Nördlingen, Alemania, c. 1455–Ulm, c. 1520) fue un pintor tardogótico alemán.
Zeitblom llegó a ser el más destacado maestro de la escuela de Ulm, donde se le documenta a partir de 1482. Aquí dirigió un taller floreciente del que salieron numerosas obras tanto de asunto devoto como retratos. Aunque formado en el gótico tardío, Zeitblom se abrió a las corrientes renacentistas  que llegaban de Italia y Flandes. Con tal cruce de influencias, su pintura se caracterizará por la sabia utilización del color, fresco y luminoso, y por sus figuras esbeltas, a menudo integradas en amplios espacios interiores. 
Entre los numerosos encargos recibidos por su taller destacan las cuatro tablas del retablo Eschacher (1495) con los Santos Juanes, la Anunciación y la Visitación, conservadas ahora en la Staatsgalerie de Stuttgart, la Natividad y la Presentación en el templo, tablas interiores del retablo Heerberg (1497) conservado asimismo en el museo de Stuttgart, las tablas de un tríptico dedicado a Santa Margarita, actualmente en la catedral de Ulm, y las pinturas de las puertas laterales del gran retablo del monasterio benedictino de Blaubeuren. 